# セバスティアン・クルツ
セバスティアン・クルツ（Sebastian Kurz、1986年8月27日 - ）は、オーストリアの元政治家。これまでに同国首相を2期務めた（第30・32代、第二共和政第14・16代）。国民議会議員。日本の外務省などではセバスチャン・クルツと表記されている。移民統合事務局局長、連邦欧州国際問題大臣（外務大臣に相当）を歴任。党職ではオーストリア国民党党首、青年国民党党首、オーストリア国民党アカデミー議長、欧州安全保障協力機構議長などを務めた。

## 来歴
クルツは一般教育中等部・高等部の教師である母と高等工業専門学校の教師であった父との間に生まれ、現在も在住するウィーン第12区マイトリンクで育った。1992年から1996年までウィーン・リースリンクのアントン・バウムガートナー通りの小学校（Volksschule）に通い、エアルガッセのギムナジウムへ進学し、大学入学資格を取得した。そして2004年から2005年まで、陸軍で兵役に就いた。兵役を終えた後、ウィーン大学法学部に入学し、その後政治キャリアに専念するため中退した。。

### 政治家として
クルツは2003年からオーストリア青年国民党に参加し、2008年から2012年までそのウィーン支部長を務め、2009年には99％の支持を得て総裁に選出された。さらに2012年にはほぼ100%の支持を得て再選された。また、2009年から2016年まで、オーストリア国民党ウィーン支部州議会（ドイツ語版）代表を務めた。
2010年からウィーン州議会議員を務めた。2011年7月に内閣改造で内務省に新設された移民統合事務局局長に抜擢される。
2013年の国民議会選挙の後、クルツはオーストリア連邦共和国大統領のハインツ・フィッシャーによって、同年12月に27歳にして歴代で最も若い外務大臣として指名された（2014年3月からは連邦欧州国際問題大臣）。 
2017年5月、ラインホルト・ミッターレーナー国民党党首の辞任に伴い、国民党臨時代表に就任。1か月後の党首選で98.7%の票を獲得し、6月1日、正式な国民党党首に就任した。
2017年10月15日の国民議会選挙の結果、クルツが率いる国民党が62議席、右派の自由党が51議席を獲得し、それぞれ第一党、第三党となった。12月15日に両党は連立政権を組むことで合意し、31歳のクルツは欧州諸国で最年少の国家指導者となることとなった。2017年12月、首相に就任。
2019年5月に自由党党首で副首相のハインツ＝クリスティアン・シュトラッヘが自身の不正疑惑の報道を受け両方からの辞任を表明。連立政権は解消され、5月27日に採決された野党・社会民主党提出の内閣不信任決議案に自由党も賛成に回ったため決議案は可決、クルツは首相を失職することとなった。これがオーストリアで第2次世界大戦後以降初めての内閣不信任可決となった。9月29日の国民議会選挙では国民党を圧勝に導き、10月7日にアレクサンダー・ファン・デア・ベレン大統領より2期目となる組閣を要請された。2020年1月に緑の党との連立政権樹立に合意し、1月7日に就任宣誓を行い2期目の政権を発足させた。
しかし、クルツが報道機関に対して自らが有利になるような世論調査の結果を掲載するよう求めた見返りに政府からの支出金を渡したという疑惑が持ち上がり、クルツ自身はこれを否定したものの野党からは内閣不信任決議案が提出され、連立政権に参加する緑の党からもクルツに対する非難の声が高まったこともあり、2021年10月9日に首相辞任に追い込まれ、失脚した。後任にはアレクサンダー・シャレンベルク外相が就任したものの、12月2日にクルツは政界引退を表明。これにより後ろ盾を失ったシャレンベルクも直後に首相を辞任した。12月3日にカール・ネーハマー内相が国民党党首・首相に選出された。
2023年8月、議会の調査委員会で偽証したとして検察に訴追された。首相在任中の2020年6月、かつての副首相が絡む汚職疑惑を調べていた調査委員会に対し、うその証言をしたとされる。
2024年2月23日、裁判所から偽証の罪で懲役8月執行猶予3年の判決を言い渡された。
- イスラエルのツィッピー・リヴニ法相と（2014年4月22日）
- モルドバのナタリア・ゲルマン副首相と（2014年5月6日）
- ウィーンのコブルク宮殿でモハンマド・ジャヴァード・ザリーフとイランの核開発について会談をするクルツ（2014年10月15日）

## 移民統合事務局局長として
クルツは「能力による社会統合（Integration durch Leistung）」をモットーに職務を開始した 。これは合法的にオーストリアに住むことができるかどうかは、その人の出自ではなく、その人が教育を受けているのか、職業に就いているのか、あるいは名誉職にあるのかによって判定しようとするものである。クルツは就任最初の一ヶ月でいくつもの提言を行った。その中には、例えば、ドイツ語が母語ではない幼児に対してもう一年幼稚園に通う義務を課すというものである。 2011年7月初旬には、「統合報告」を提案した。
2011年夏にはケルンテンとシュタイアーマルクでオーストリア国籍を持たない人が消防団への入団を拒否されたということが明らかになった。クルツによって開かれた討論会によって、両方の州が積極的に状況に応じて州法を改正することを示した。 
移民統合事務局長として、クルツは2011年1500万ユーロもの予算の履行を開始した。この予算は2017年までに１億ユーロにまで増額される予定である。この予算は、移民統合事務局が連邦労働、社会、消費者保護省と共同でドイツ語学校を建設、設置するために使われる。 
オーストリア国民党とともに与党を形成するオーストリア社会民主党との協議のあと、クルツは2013年5月以前のものよりも明確な規制と、特に善良な移民に対する負担軽減を盛り込んだ国籍法の決議に成功した。これにより、ドイツ語を優れて利用することのできる（GERにもとづく共通参照レベルでB2)人や名誉職についている人は、6年で国籍を取得できるようになった。また非嫡出子や、身体障害者、養子そしてオーストリア人と推定される人たち(Putativösterreicher)のための改正も見られた。
移民統合局局長に加えて、クルツはオーストリア青年国民党の代表としても度々自分自身の考えや方針を反映するように求めた。例えば、同法に「世代スキャン」というものを導入するように求めた。これは将来世代に皺寄せが行かないようにするための措置である。
シャルリー・エブドへの攻撃、中東におけるISの残虐行為に際しては、2015年1月イスラム教徒に対する反感に対して不快感を示した上で、このようなテロ行為や残虐行為の背景には、我々と価値観を共有しないイスラム主義があると表明した。 